# Hear, hear
Die Bezeichnung bzw. der Ausruf Hear, hear (von engl. hören) wird als Kurzform von hear him, hear him als Zustimmung der Zuhörer zu einem vorgetragenen Punkt oder Thema verwendet. Hear, hear ist als korrekte Form des Beifalls bzw. Jubels im House of Commons anzusehen, während dort andere Beifallsformen wie Zwischenrufe oder Applaus anders als in den Parlamenten vieler anderer Länder unerwünscht sind.
Ein Ausschuss zur Modernisierung des House of Commons befasste sich 1998 mit dem Thema Applaus. Im Buch Erskine May, das viele Regeln für die Arbeit des britischen Parlaments enthält, wird erklärt, dass Abgeordnete den Redner nicht durch Zwischenrufe und Applaus unterbrechen sollten – ein Hear, hear am Ende der Rede sei dagegen keine Unterbrechung. Der Ausschuss kam zu dem Ergebnis, dass zwar auch ein Applaus am Ende einer Rede keine Unterbrechung darstelle, jedoch die Gefahr von Missbrauch bestehe, so dass geplanter längerer Applaus den Inhalt einer Rede in den Hintergrund treten ließe. So würde zwar keine einzelne Rede, aber die ganze Debatte gestört.
Diese Regel wird unterschiedlich stark durchgesetzt. Nachdem der Haussekretär (Clerk of the House of Commons) Sir Robert Rogers seinen Rücktritt erklärt hatte, applaudierten Abgeordnete, nachdem der Speaker John Bercow die Rücktrittserklärung verlesen hatte. Bercow erklärte, der Applaus sei zwar unparlamentarisch, jedoch auch ein Zeichen der Wertschätzung für Sir Robert gewesen. Der damalige Premierminister Tony Blair erhielt am 27. Juni 2007 nach seiner letzten Rede vor dem Parlament einen stehenden Applaus von Abgeordneten aller Parteien, ohne dass der Speaker Michael Martin eingriff. Als Abgeordnete der Scottish National Party am 27. Mai 2015 eine Rede ihres Fraktionsvorsitzenden Angus Robertson beklatschten, forderte Speaker Bercow sie auf, die Tradition des Hauses zu respektieren und nicht zu klatschen.
Als nonverbale Form des Beifalls ist auch das Winken mit dem Order Paper üblich.
Hear him, hear him fand bereits seit dem späten 17. Jh. Verwendung im Parlament und wurde seit dem späten 18. Jh. auf die Form Hear, hear verkürzt.
Auf Deutsch gibt es den ähnlichen Ausdruck „hört, hört“. Er hat ebenso die Funktion, bei Versammlungen darauf hinzuweisen, dass etwas Geäußertes bemerkenswert ist oder einen erstaunlichen Sachverhalt wiedergibt („interessant!“ oder „soso!“), kann jedoch in ironischer Form verwendet werden und dann das Gegenteil bedeuten.